# Сиренові (амфібії)
Сиренові (Sirenidae) — єдина родина земноводних підряду Sirenoidea ряду Хвостаті. Має 2 роди та 4 види. Свою назви отримали на честь створінь з давньогрецьких міфів — сирен.

## Опис
Загальна довжина представників цієї родини коливається від 25 до 95 см. Голова витягнута, нагадує вугра. Майже відсутні зуби. На відміну від саламандр їх серце наділено міжшлуночковою перетинкою. Мають довге витягнуте тіло з маленькими передніми кінцівками. Задні кінцівки відсутні. В залежності від виду кількість пальців коливається від 3 до 4. Це неотенічні тварини. Зовнішні перисті зябра зберігаються протягом усього життя. Забарвлення здебільшого коричневе, чорне або оливкове. Черево світліше за спину.

## Спосіб життя
Полюбляють стоячі водойми: ставки, стариці, озера, канави, болота. У разі пересихання водойми здатні зариватися у мул. Ведуть водний спосіб життя. Живиться безхребетними, тритонами, жабами, амбістомами, нитчастими водоростями.
Використовують внутрішнє запліднення.

## Розповсюдження
Мешкають у південно-східних районах Сполучених Штатів Америки й на північному сході Мексики.

## Роди
- †Habrosaurus Gilmore 1928
- †Kababisha Evans et al. 1996
- †Noterpeton Rage et al. 1993
- Pseudobranchus Gray 1825
- Siren Österdam 1766